# Тея (Приднестровье)
Те́я — село в Григориопольском районе непризнанной Приднестровской Молдавской Республики. Административный центр Тейского сельсовета, куда помимо села Тея также входит село Токмазея.

## География
Площадь села — около 2,22 км2, периметр — 7,41 км. Село расположено на расстоянии 33 км от города Григориополь и в 27 км от города Тирасполь.

## Население
| Год  | Население |
| ---- | --------- |
| 2004 | 1 928     |
| 2011 | 1 907     |
| 2015 | 1 509     |

## История
Первое документальное упоминание о селе Тея датировано 1711 годом.
В советский период здесь находилось правление колхоза «Патрия». В селе открылись восьмилетняя школа, клуб с киноустановкой, библиотека, ателье бытового обслуживания населения, почтовое отделение, детский сад, магазин, кафе.

## Уроженцы
- Зельцер, Вениамин Яковлевич (1927) — молдавский учёный в области механизации виноградарства, доктор технических наук.